# Andrea Panizza
Andrea Panizza (Lecco, 14 de julho de 1998) é um remador italiano.

## Carreira
No Campeonato Europeu de Remo de Račice 2017, junto com seus companheiros Emanuele Fiume, Romano Battisti e Giacomo Gentili, conquistou a medalha de bronze no skiff quádruplo, terminando atrás dos lituanos e dos poloneses. Em 2019 conquistou a medalha de prata no Campeonato Europeu de Lucerna e, posteriormente, a medalha de bronze em Linz.
Nos Jogos Olímpicos de Verão de 2024, em Paris, conquistou a medalha de prata na competição de skiff quádruplo masculino, ao lado de Luca Chiumento, Luca Rambaldi e Giacomo Gentili com o tempo de 5:44.40.